# Derviş Eroğlu

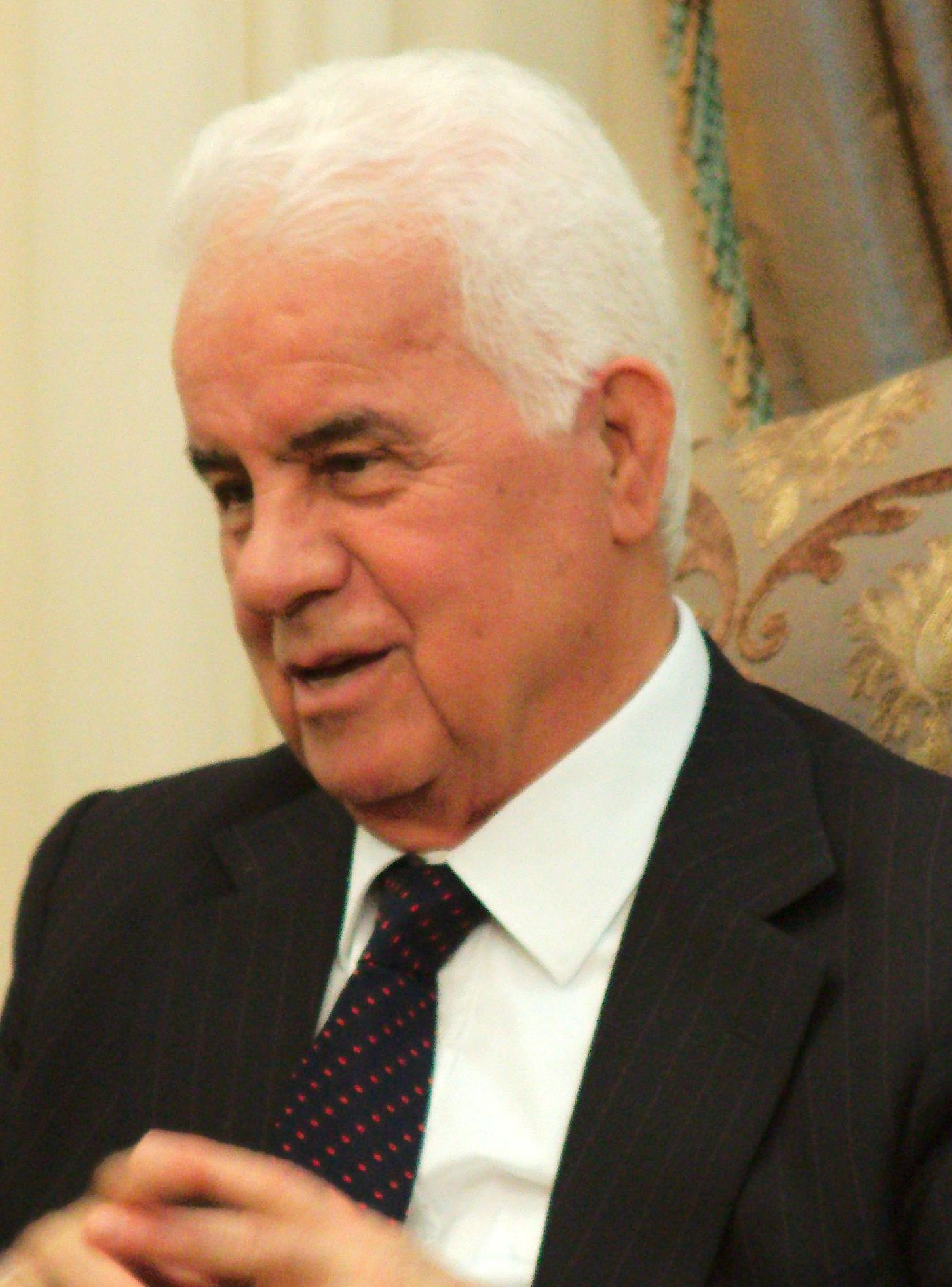
Derviş Eroğlu (2010)

Derviş Eroğlu (* 1938 in Gazimağusa, Britische Überseegebiete) ist ein türkisch-zyprischer Politiker. Er war von 2010 bis 2015 der Präsident der Türkischen Republik Nordzypern.
Nach seinem Schulabschluss auf Zypern ging er zum Medizinstudium nach Istanbul. Er arbeitete fortan auf der Insel als Mediziner. Mit den ersten Wahlen in Nordzypern (1976) wurde er für die Nationale Einheitspartei (UBP) in das Parlament des Türkischen Föderativstaats von Zypern gewählt. Als sich der Türkische Föderativstaat von Zypern 1983 für unabhängig erklärte und Rauf Denktaş dessen Präsident wurde, übernahm Eroğlu nach den Parlamentswahlen das Amt des Ministerpräsidenten. Bis auf einige Unterbrechungen hatte er dieses Amt bis zum Januar 2004 inne.
Bei den Wahlen im Dezember 2003 verlor die UBP die Mehrheit und Mehmet Ali Talât von der Republikanisch Türkischen Partei (CTP) wurde Ministerpräsident. Im Februar 2005 wurde die UBP bei vorgezogenen Neuwahlen wiederum nur zweitstärkste Kraft; Eroğlu blieb Oppositionsführer. Er hatte bereits 2000 gegen den Staatsgründer Rauf Denktaş für das Amt des Präsidenten kandidiert, die Kandidatur im zweiten Wahlgang aber zurückgezogen. Im April 2005 unterlag er Talât im ersten Wahlgang deutlich mit nur 23 %.
Bei den Parlamentswahlen am 19. April 2009 siegte Eroğlu mit seiner Partei und er übernahm erneut das Amt des Ministerpräsidenten. Bei den Präsidentschaftswahlen am 18. April 2010 setzte er sich dann bereits im ersten Wahlgang mit knapp über 50 % der Stimmen gegen den Amtsinhaber Mehmet Ali Talât durch. Er trat das Amt des Staatspräsidenten am 24. April 2010 an.
Bei der Präsidentschaftswahl 2015 verlor Eroğlu in einer Stichwahl gegen den Sozialdemokraten Mustafa Akıncı.
Eroğlu ist verheiratet und hat vier Kinder.